# Francisco B. Artigas
Francisco B. Artigas (Ciudad de México, 30 de abril de 1884-1961) fue un militar mexicano que participó en la Revolución mexicana.
En 1909 se afilió al antirreleccionismo, y en 1910 se rebeló en San Martín Texmelucan; luego fue cabo primero del Cuerpo de Rurales durante el régimen maderista y combatió a los rebeldes durante la Decena Trágica. Se unió al movimiento constitucionalista a la muerte de Francisco I. Madero en las fuerzas de Lucio Blanco, pasó después a pertenecer a la 3.ª Brigada de la 5.ª División del Ejército del Noroeste. General brigadier con antigüedad desde el 18 de diciembre de 1914, fue jefe de la policía de la Ciudad de México en 1915.
En 1920 acompañó a Venustiano Carranza hasta Aljibes (Puebla). Desempeñó muchas comisiones militares tales como: Jefe de la 3.ª Comisión Inspectora del Ejército e Inspector del Ejército Mexicano. Llegó a general de brigada con antigüedad de 11 de mayo de 1920.